# Corubia testacea
Corubia testacea là một loài bướm đêm trong họ Noctuidae.